# Natalia Brozulatto
Natalia Brozulatto est une karatéka brésilienne née le 28 janvier 1990 à Marília. Elle a remporté la médaille d'or en kumite moins de 68 kg aux Jeux panaméricains de 2015 à Toronto.